# Coupe Memorial 2024
Navigation
Édition précédente Édition suivante
L'édition 2024 de la Coupe Memorial a lieu à Saginaw, dans l'État du Michigan au États-Unis.

## Formule
Elle regroupe les champions de chacune des divisions de la Ligue canadienne de hockey (LCH) : la Ligue de hockey junior majeur du Québec (LHJMQ), la Ligue de hockey de l'Ontario (LHO) et la Ligue de hockey de l'Ouest (LHOu).

### Playoffs
|  | Demi-finale 31 mai | Demi-finale 31 mai | Demi-finale 31 mai |  |  | Finale 2 juin | Finale 2 juin | Finale 2 juin |
|  |                    |                    |                    |  |  |               |               |               |
|  |                    |                    |                    |  |  | 1             | London        | 3             |
|  | 2                  | Saginaw            | 7                  |  |  | 2             | Saginaw       | 4             |
|  | 3                  | Moose Jaw          | 1                  |  |  |               |               |               |